# Кормесий
Хан/Кан Кормесий или Кормес е третият владетел на България.

## Биография
В „Именника на българските ханове“ името му не се чете поради заличаване на мястото на изписване. Отбелязано е само, че е управлявал 28 години и че произхожда от владетелския род Дуло, т.е. е непосредствен приемник на Тервел. Името му е Кормес, Кормисий (според западните хронисти) или дори Крумисий. Някой бълг.историци (Пламен Павлов) извеждат Крум из Крумесий
Той е споменат в западните хроники на Зигеберт, който изрично посочва Кормесий за владетел на българите през 727 г., и на монаха Алберих, който го нарича „третият господар на българите“ след Аспарух и Тервел. Споменат е и от византийския хронист Теофан като помощник на Тервел още при сключването на мирния договор с Византия през 716 г. и дори участва във войната срещу арабите през 717 – 718 г. като военачалник на крупни войскови формирования.

## Кормесий – съуправник
Името му е записано и в надписите около Мадарския конник. Там е отбелязано, че той е управлявал 28 години, но хронологически това не е възможно. Затова някои историци допускат, че е включено времето в което е бил съуправник със сина си Севар. Йордан Вълчев пък се опира на Теофан Изповедник и допуска че Кормесий е бил съуправник с баща си Тервел, в качеството си на канартакин. В запазената част от текста на Мадарския конник става дума за ежегодни данъчни вноски от злато, които Кормесий получава от василевса. Изглежда, че при управлението му мирния договор е възобновен. В края на надписа се говори за развалянето на отношенията и за отстъпването на едно езеро на Византийската империя. По негово време не са отбелязани военни действия между двете държави.

## Историография
- Андреев, Й. Българските ханове и царе VII-XIV век (Историко-хронологичен справочник). София: Д-р Петър Берон, 1994.
- Андреев, Й., Лазаров, И., Павлов, П. Кой кой е в средновековна България. София, 1999.
- Москов, М. Именник на българските ханове (ново тълкуване). София: Д-р Петър Берон, 1988.
- Curta, F. Southeastern Europe in the Middle Ages, 500 – 1250. Cambridge Medieval Textbooks. Cambridge: Cambridge University Press, 2006. ISBN 0-521-81539-8.
- Веселин Асенов, Какво знаем за Кормесий и Севар – последните владетели от рода Дуло
- Княз Комесий, на Bulgarianhistory.eu